# جک الکس
جک الکس (انگلیسی: Jack Elkes; ۳۱ دسامبر ۱۸۹۴ – ۲۲ ژانویهٔ ۱۹۷۲) بازیکن فوتبال اهل بریتانیا بود.
از باشگاه‌هایی که در آن بازی کرده‌است می‌توان به باشگاه فوتبال میدلزبرو، باشگاه فوتبال تاتنهام هاتسپر، باشگاه فوتبال ساوت‌همپتون، باشگاه فوتبال استالی‌بریج سلتیک، باشگاه فوتبال بیرمنگام سیتی، باشگاه فوتبال واتفورد، و باشگاه فوتبال استافورد رانجرز اشاره کرد.